# Pantaleon Szyndler
Pantaleon Józef Szyndler (Szendler) (ur. 26 lipca 1846 w Lipiach, zm. 31 stycznia 1905 w Warszawie) – polski malarz, przedstawiciel malarstwa akademickiego. Tworzył akty, obrazy o tematyce religijnej, rodzajowej i orientalnej. Nawiązywał także do motywów z dramatów Szekspira i polskiej poezji romantycznej.

## Życiorys
Kształcił się w warszawskiej Klasie Rysunkowej pod kierunkiem Rafała Hadziewicza. Dzięki stypendium Towarzystwa Zachęty Sztuk Pięknych kontynuował studia za granicą. W latach 1871–1873 studiował w Akademii w Monachium u Alexandra Strähubera (w połowie maja 1871 r. zgłosił się do Akademii Sztuk Pięknych - Antikenklasse), później w Akademii Św. Łukasza w Rzymie u Luigi Cohetti'ego, a w latach 1874–1875 w Paryżu (École des Beaux-Arts) był uczniem Alexandra Cabanela.
Po powrocie do Polski osiadł w Warszawie (1885–1894). Następnie mieszkał w Częstochowie, gdzie pracował na Jasnej Górze i prowadził własną szkołę malarską.
Jego obraz Ewa otrzymał „honorową wzmiankę” na Wystawie Powszechnej w Paryżu w 1889. W Warszawie wzbudził kontrowersje: z jednej strony chwalono artystę za „głębokie poczucie prawdziwego idealizmu” (Kłosy, 1890), z drugiej strony zauważano współczesne, buduarowe przedstawienie postaci Ewy, której nogi i stopy są za małe nawet na tak wydelikaconą istotę, która wcale nie przypomina naszej pra-matki (Biesiada Literacka). W późniejszej ocenie pisma „Kraj” (1905) „obraz dla zbytniej śmiałości swej wywołał w swoim czasie burzę w szklance wody”.
Podróżował na Krym i Podole w 1885. W 1902 powrócił do Warszawy. Pochowany na Powązkach.

## Galeria

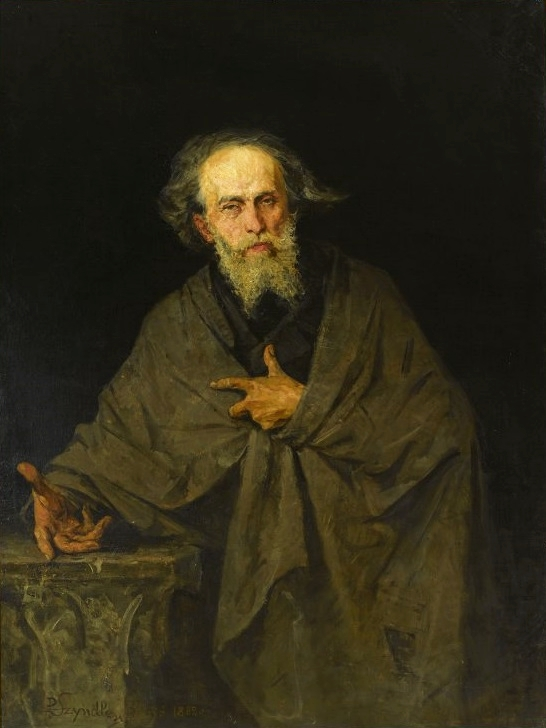
Portret Cypriana Norvida (1882)
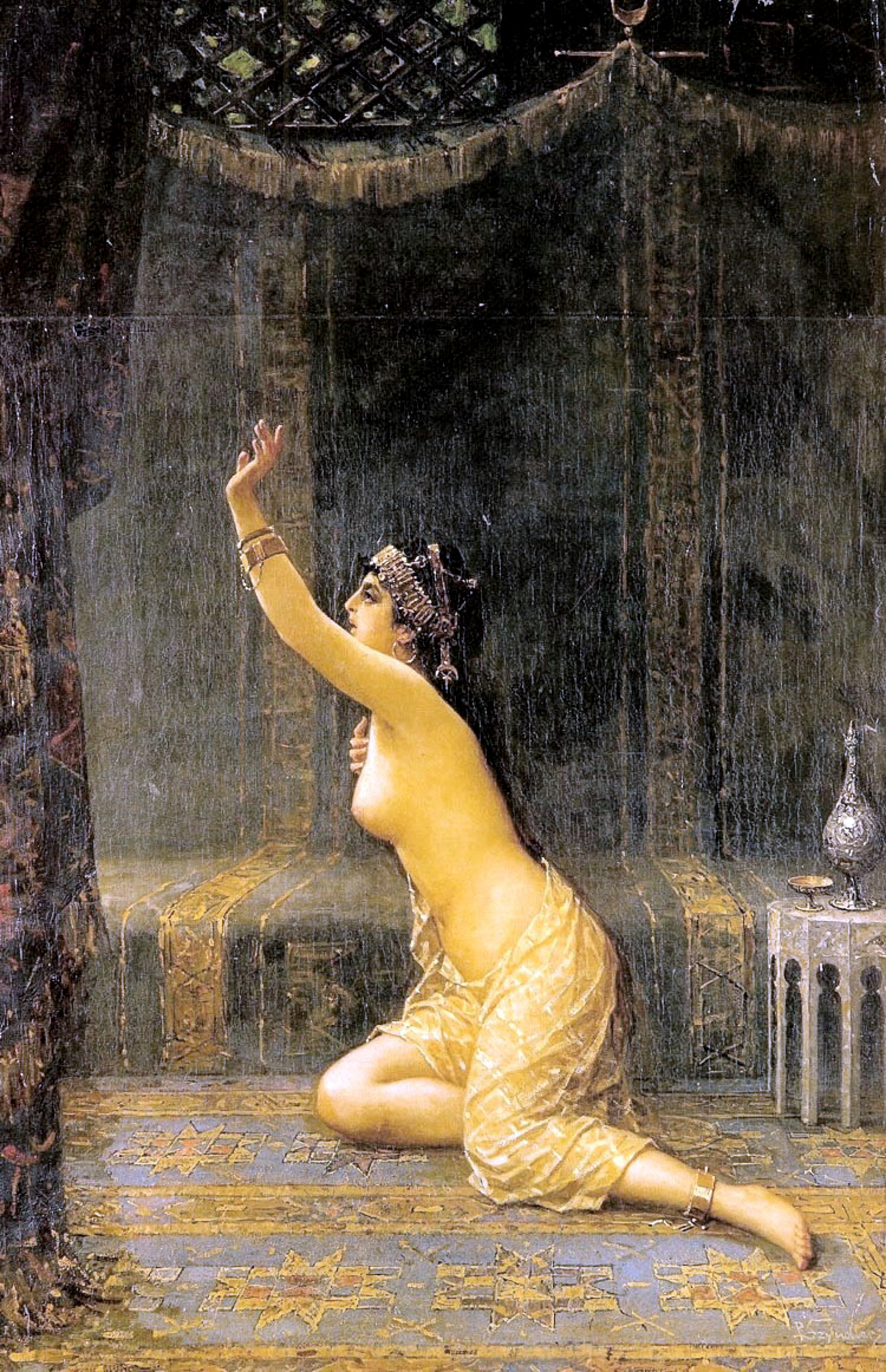
Niewolnica (1887)
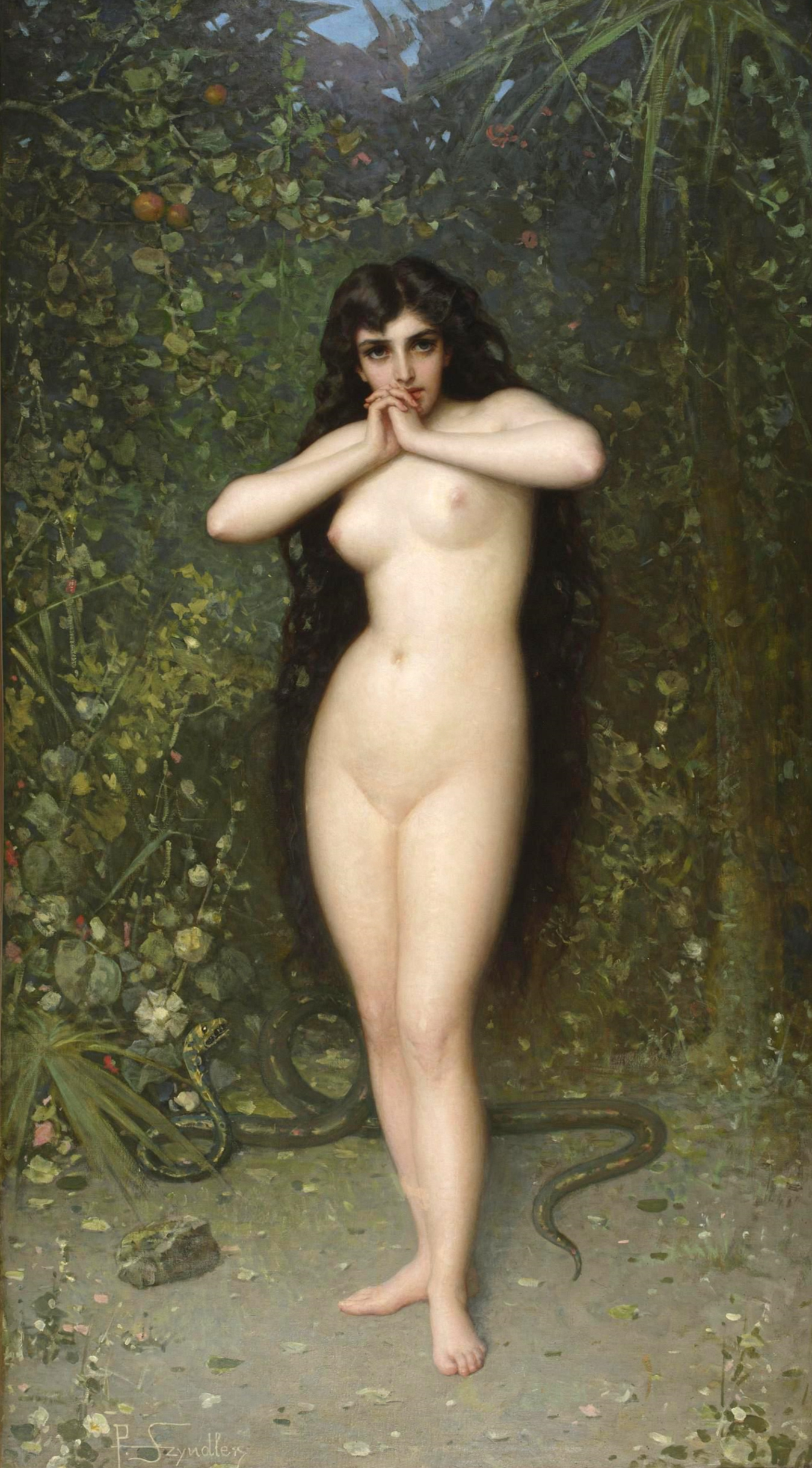
Ewa (1889)
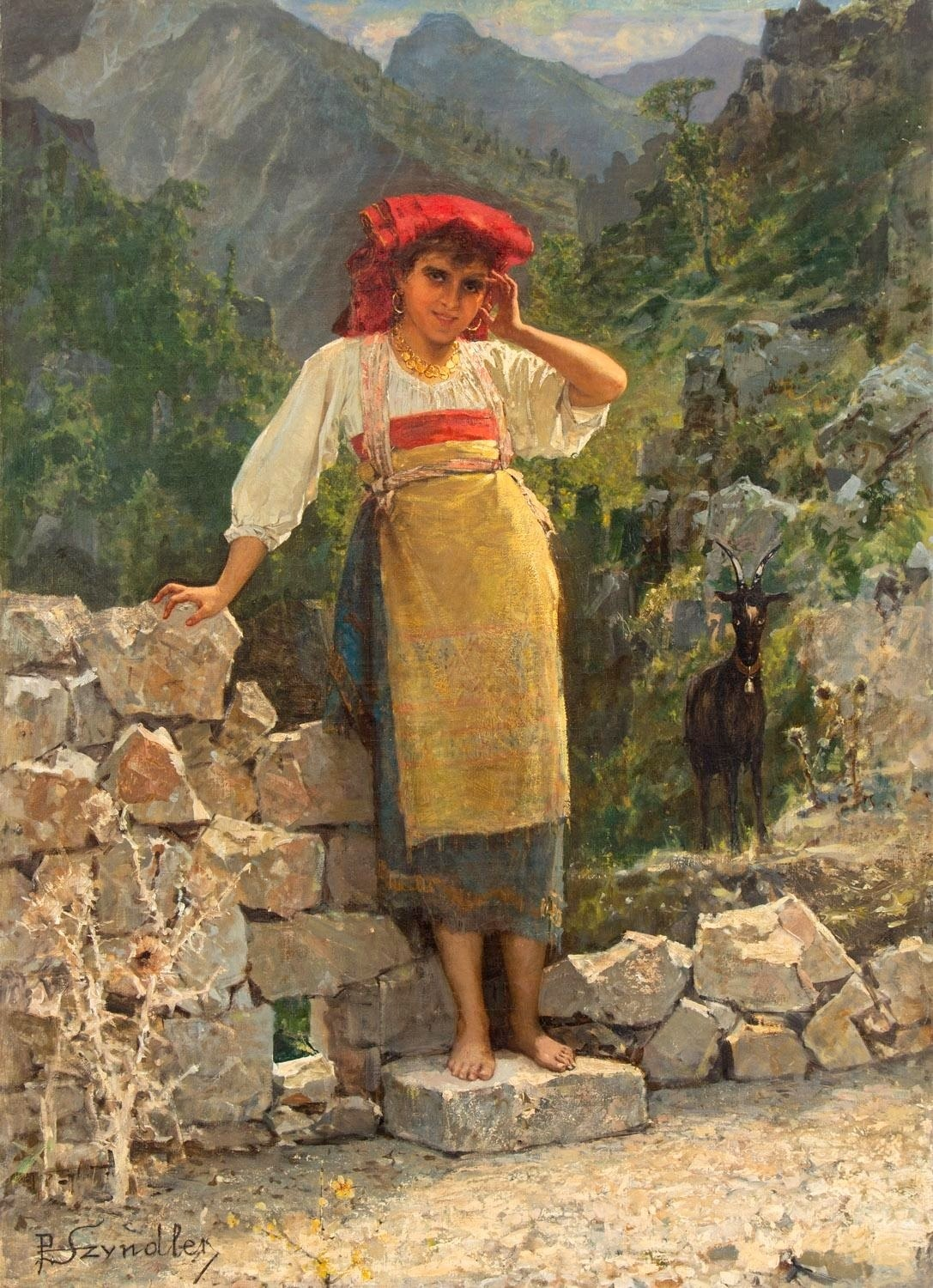
Szczęśliwa pasterka
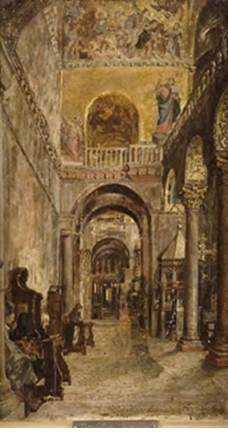
Wnętrze katedry św. Marka

## Znane dzieła
- Dziewczyna w kąpieli (1885)
- Ewa (1889)
- Odaliska
- Dramat w seraju
- portret Norwida (1882)
- Niewolnica (1887)
- Huryska
- Ofelia na grobie ojca (1882)